# Parco nazionale di Yakushima
Il Parco nazionale di Yakushima (屋久島国立公園?, Yakushima Kokuritsu Kōen) è un parco nazionale giapponese, posto nella prefettura di Kagoshima.
Istituito il 16 marzo 1964 come parte del parco nazionale di Kirishima-Yaku, fu da esso separato il 16 marzo 2012; l'area totale del parco è di 325.53 km2.